# MY GRAFFITI
『MY GRAFFITI』（マイ・グラフィティ）は、崎谷健次郎の通算1枚目のインストゥルメンタル・アルバム。1995年11月21日に発売された。

## 解説
- プロデュース、全編曲、管弦楽団指揮は、崎谷健次郎。
- 音楽雑誌『CDジャーナル』に拠れば、「コンポーザーとしても名高い崎谷だけに個々の楽曲のクオリティも高く、歯医者さんのBGMとかに最適。」と評している[2]。
- テレビドラマ『たたかうお嫁さま』（日本テレビ、1995年、脚本：寺田敏雄、主演：松本明子・保阪尚輝）のサウンドトラック・アルバム。
- スタジオSOUND DALI、SOUND INNスタジオ、スタジオZERO、一口坂スタジオにて、収録された。ディレクターは堀込祐輔、倉仲保。レコーディング・コーディネーションは宮田文雄、レコーディング・ミキシングは小橋幸男。アシスタント・エンジニアは西沢栄一（SOUND DALI）、松永司（SOUND INNスタジオ）、辻井宏司（一口坂スタジオ）、上栗慶子（スタジオZERO）。マスタリングは竹中昭彦である。

ディスク・プロモーションは浅見正人、飯田雄一郎。アーティスト・マネージメントは外舘隆夫である。
- CDジャケットは、ブックレット8ページ[3]。表紙は上半約6分の5が青い雲空に湖畔のシルエットの風景写真、上端約6分の1と下半約6分の5が白地、残りの下端は風景写真で、タイトルは下半白地に記載されている。裏表紙・本文には初めて崎谷のスタジオ録音風景写真が採用されている。クレジットは明朝体でシンプルながら、写真抜きと黒文字を活用して鮮やかな印象を与えている。

カヴァー・インナー・デザインは三宅一雄。フォトグラフは高橋陽子である。
1. モネの絵の中の少年
  - ピアノ：吉田弥生。
2. 明日への祈り
  - ストリングス：Joe Strings。
3. ジェラートは休日の公園で
  - ストリングス：Joe Quintet、フルート：高桑英世、クラリネット：十亀正司、ホルン：藤田乙比古、高野哲夫、松浦光男、関川純二。
4. 君の子犬と散歩
  - ピアノ：吉田弥生、スネア：三浦肇、シンセ・オペレーター：北城浩志。
5. ローズガーデンで結婚を
  - ストリングス：Joe Strings。
6. 君が残した手紙
  - ピアノ：吉田弥生、崎谷健次郎、ファゴット：桔川由美、ホルン：藤田乙比古、高野哲夫、松浦光男、関川純二。
7. 純白の蓮の花
  - ピアノ：吉田弥生。
8. KOI NO SHOUBU
  - シンセ・オペレーター：北城浩志。
9. 落日
  - アコースティック・ギター:渡辺格。
10. 輪舞曲（ロンド）オーケストラ・バージョン
  - テレビドラマ主題歌・松任谷由実「輪舞曲」のインストゥルメンタル・オーケストラ・バージョン。
  - ストリングス：Joe Strings。
11. むじゃきないたずら
  - ストリングス：Joe Strings、フルート：高桑英世。
12. 忘れられない思い出
  - ピアノ：吉田弥生。

## 収録曲
1. モネの絵の中の少年
  - 作曲 / 編曲 : 崎谷健次郎
2. 明日への祈り
  - 作曲 / 編曲 : 崎谷健次郎
3. ジェラートは休日の公園で
  - 作曲 / 編曲 : 崎谷健次郎
4. 君の子犬と散歩
  - 作曲 / 編曲 : 崎谷健次郎
5. ローズガーデンで結婚を
  - 作曲 / 編曲 : 崎谷健次郎
6. 君が残した手紙
  - 作曲 / 編曲 : 崎谷健次郎
7. 純白の蓮の花
  - 作曲 / 編曲 : 崎谷健次郎
8. KOI NO SHOUBU
  - 作曲 / 編曲 : 崎谷健次郎
9. 落日
  - 作曲 / 編曲 : 崎谷健次郎
10. 輪舞曲（ロンド）オーケストラ・バージョン
  - 作曲 : 松任谷由実、編曲 : 崎谷健次郎
11. むじゃきないたずら
  - 作曲 / 編曲 : 崎谷健次郎
12. 忘れられない思い出
  - 作曲 / 編曲 : 崎谷健次郎

## 関連作品
- ｢輪舞曲｣ - 松任谷由実